# 蘇菲亞·保化爾
蘇菲亞·保化爾（阿拉伯语：سفيان بوفال；1993年9月17日—），是一名摩洛哥的職業足球運動員，司職攻擊中場，他曾於法甲球隊里爾効力。現時效力比利時職業聯賽球隊聖基萊斯聯。

## 国际足球生涯
布法勒于2016年3月26日为摩洛哥國家足球隊首次亮相，出战对阵佛得角國家足球隊的非洲国家杯预选赛比赛，最终以1-0获胜。
由于伤病，布法勒退出了2017年非洲国家杯的摩洛哥国家队阵容。他还意外地被主教练埃尔韦·勒纳尔从2018年国际足联世界杯最终阵容中剔除。
布法勒代表摩洛哥参加了2019年非洲国家杯。在16强淘汰赛中，他是两名未能在点球大战中得分的摩洛哥球员之一，摩洛哥最终以1-4不敌贝宁国家足球队出局。
2022年11月10日，他入选了摩洛哥参加2022年国际足联世界杯在卡塔尔举行的26人大名单。

## 外部連結
- 足球数据库：Sofiane Boufal的球员统计数据